# Lista de deputados estaduais de Alagoas da 18.ª legislatura
Essa é uma lista de deputados estaduais de Alagoas eleitos para o período 2015-2019.

## Composição das bancadas
| Partido | Líder                   | Bancada | Posição  |
| ------- | ----------------------- | ------- | -------- |
| PSDB    | Rodrigo Cunha           | 4 / 27  | Oposição |
| PMDB    | Luiz Dantas             | 3 / 27  | Governo  |
| PRTB    | Jairzinho Lira          | 3 / 27  | Governo  |
| DEM     | Jo Pereira              | 2 / 27  | Oposição |
| PSB     | Davi Davino Filho       | 2 / 27  | Oposição |
| PROS    | Givaldo Carimbão Júnior | 2 / 27  | Oposição |
| PDT     | Isnaldo Bulhões         | 2 / 27  | Governo  |
| PPS     | Severino Pessôa         | 2 / 27  | Governo  |
| PSD     | Tarcizo Freire          | 2 / 27  | Governo  |
| PT      | Marquinhos Madeira      | 2 / 27  | Governo  |
| PSC     | Thaise Guedes           | 1 / 27  | Oposição |
| PRB     | Galba Novaes            | 1 / 27  | Oposição |
| PMN     | Francisco Tenório       | 1 / 27  | Governo  |

## Deputados Estaduais
| Número | Deputados estaduais eleitos | Partido | Votação | Percentual | Cidade onde nasceu       | Unidade federativa |
| 45888  | Rodrigo Cunha               | PSDB    | 60.759  | 4,25%      | Arapiraca                | Alagoas            |
| 25000  | Jo Pereira                  | DEM     | 52.931  | 3,70%      | Penedo                   | Alagoas            |
| 15111  | Ricardo Nezinho             | PMDB    | 44.058  | 3,08%      | Arapiraca                | Alagoas            |
| 45123  | Bruno Toledo                | PSDB    | 43.740  | 3,06%      | Maceió                   | Alagoas            |
| 40123  | Inácio Loiola               | PSB     | 43.468  | 3,04%      | Canindé de São Francisco | Sergipe            |
| 28000  | Antônio Albuquerque         | PRTB    | 42.864  | 3,00%      | Limoeiro de Anadia       | Alagoas            |
| 90789  | Marcelo Victor              | PROS    | 41.829  | 2,93%      | Palmeira dos Índios      | Alagoas            |
| 28888  | Jairzinho Lira              | PRTB    | 41.580  | 2,91%      | Arapiraca                | Alagoas            |
| 12777  | Sérgio Toledo               | PDT     | 41.465  | 2,90%      | Maceió                   | Alagoas            |
| 15456  | Olavo Calheiros             | PMDB    | 38.288  | 2,68%      | Murici                   | Alagoas            |
| 45222  | Gilvan Barros Filho         | PSDB    | 34.307  | 2,40%      | Maceió                   | Alagoas            |
| 28123  | João Beltrão                | PRTB    | 31.017  | 2,17%      | Coruripe                 | Alagoas            |
| 23111  | Severino Pessôa             | PPS     | 30.806  | 2,16%      | Arapiraca                | Alagoas            |
| 20000  | Thaise Guedes               | PSC     | 30.175  | 2,11%      | Maceió                   | Alagoas            |
| 55123  | Tarcizo Freire              | PSD     | 29.244  | 2,05%      | Caruaru                  | Pernambuco         |
| 23000  | Marcos Barbosa              | PPS     | 27.892  | 1,95%      | Maceió                   | Alagoas            |
| 12000  | Isnaldo Bulhões             | PDT     | 27.534  | 1,93%      | Santana do Ipanema       | Alagoas            |
| 55000  | Dudu Hollanda               | PSD     | 27.305  | 1,91%      | Maceió                   | Alagoas            |
| 10000  | Galba Novaes                | PRB     | 26.832  | 1,88%      | Maceió                   | Alagoas            |
| 13123  | Marquinhos Madeira          | PT      | 26.797  | 1,88%      | Maceió                   | Alagoas            |
| 45555  | Edval Gaia                  | PSDB    | 25.972  | 1,82%      | Palmeira dos Índios      | Alagoas            |
| 33333  | Francisco Tenório           | PMN     | 24.757  | 1,73%      | Chã Preta                | Alagoas            |
| 15000  | Luiz Dantas                 | PMDB    | 24.189  | 1,69%      | Batalha                  | Alagoas            |
| 13000  | Ronaldo Medeiros            | PT      | 18.767  | 1,31%      | Rio de Janeiro           | Rio de Janeiro     |
| 40699  | Davi Davino Filho           | PSB     | 18.562  | 1,30%      | Maceió                   | Alagoas            |
| 25123  | Pastor João Luiz Rocha      | DEM     | 17.480  | 1,22%      | Itajaí                   | Santa Catarina     |
| 90123  | Givaldo Carimbão Jr         | PROS    | 14.879  | 1,04%      | Maceió                   | Alagoas            |